# Adam Dietrich
Pour les articles homonymes, voir Dietrich.
Adam Dietrich est un botaniste allemand, né le 4 novembre 1711 à Ziegenhain et mort le 11 juillet 1782 dans cette même ville.

## Biographie
Il est le fils d’Alomo Dietrich et d’Anna née Röders. Il se marie avec Anna Katherine Huber en 1734, union dont naîtra trois fils et deux filles.
C’est probablement son beau-père qui l’initie à la botanique et acquiert bientôt un vaste savoir sur les plantes de sa région. Agriculteur, il rencontre en 1742 Albrecht von Haller (1708-1777) avec qui il collabore à la rédaction de la mise à jour de Flora Jenensis d’Heinrich Bernhard Rupp (1688-1719) en 1745.
Carl von Linné (1707-1778) entame une correspondance avec lui, ce qui vaut bientôt une renommée certaine et le titre de botaniste de Ziegenhain. Il est le grand-père du botaniste et paysagiste Johann Christian Gottlieb Dietrich (1765-1850).

## Note
1. ↑  Allen G. Debus (dir.) (1968) cite le 10 juillet.

## Sources
- Allen G. Debus (dir.) (1968). World Who’s Who in Science. A Biographical Dictionary of Notable Scientists from Antiquity to the Present. Marquis-Who’s Who (Chicago) : xvi + 1855 p.
- Ce texte utilise des extraits de l'article de langue allemande de Wikipédia (version du 10 mars 2006).